# Max Joseph Alteneder
Max Joseph Alteneder (* 19. Juni 1848 in Passau; † 5. April 1923 ebenda) war ein deutscher römisch-katholischer Geistlicher und von 1895 bis 1909 Generalvikar im Bistum Passau.
Nach seiner Priesterweihe am 21. Dezember 1870 ging er in die Verwaltung der Diözese und wurde Sekretär der Bischöfe Heinrich von Hofstätter, Franz von Weckert und Michael von Rampf. Ab 1876 war er außerdem Domvikar und ab 1885 Domkapitular.